# Pingasa secreta
Pingasa secreta är en fjärilsart som beskrevs av Inoue 1986. Pingasa secreta ingår i släktet Pingasa och familjen mätare. Inga underarter finns listade i Catalogue of Life.